# روبيرت وادلو

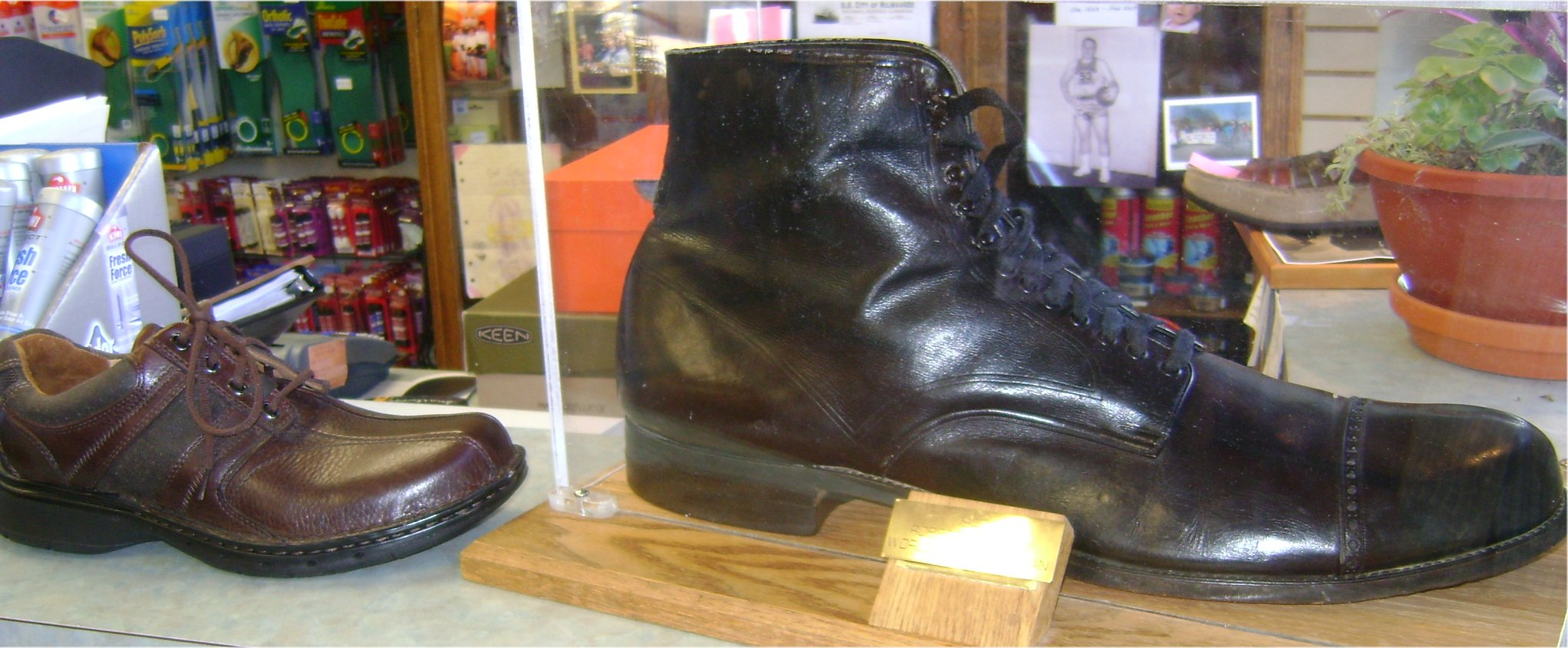
مقارنة بين حذاء وادلو (على اليمين)، وحذاء عادي (على اليسار).

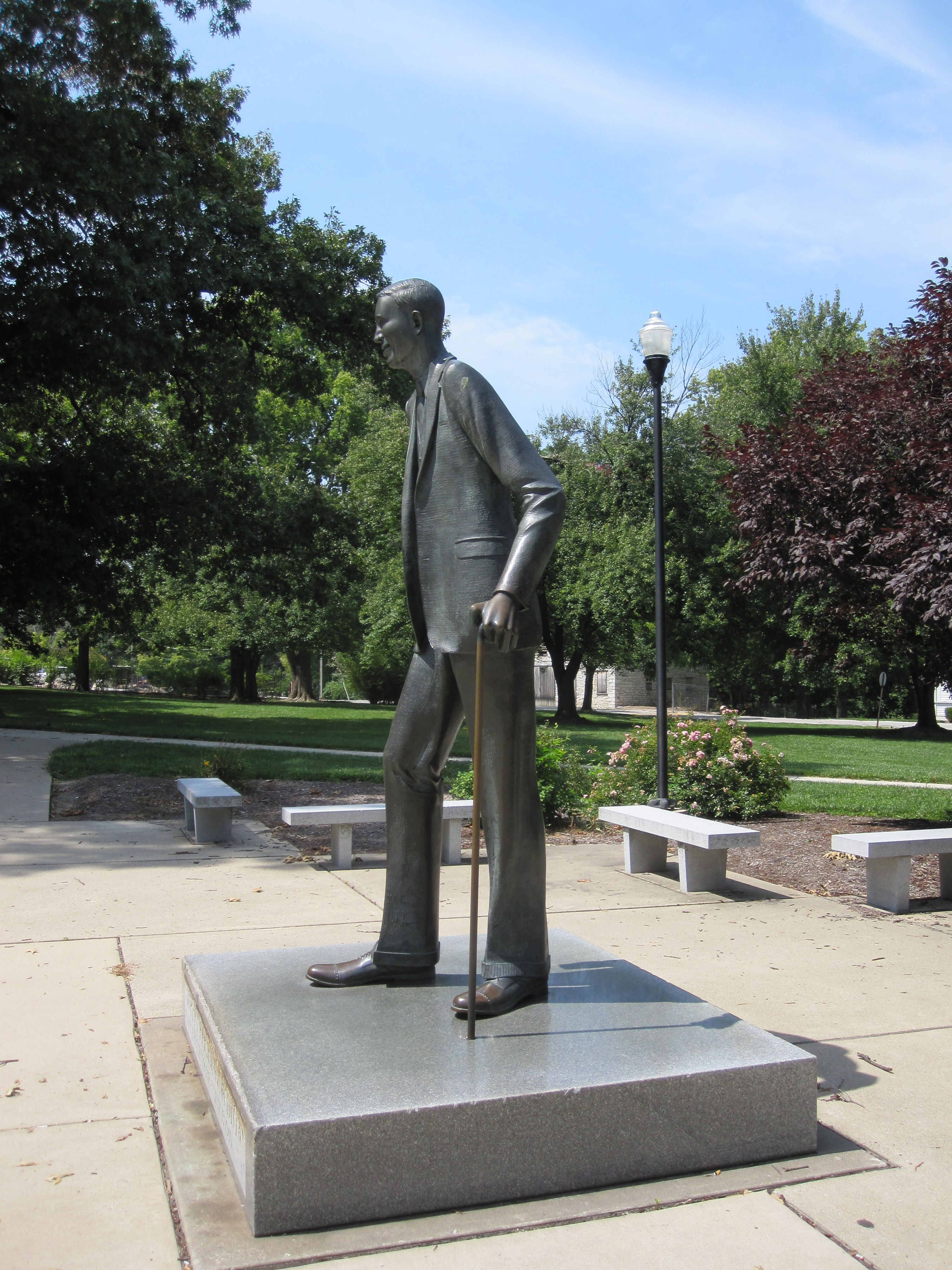
تمثال لوادلو في مدينته الأم ألتون في ألينوي.

روبيرت وادلو (22 فبراير 1918 - 15 يوليو 1940) هو شاب أمريكي أخذ لقب أطول وأضخم إنسان في التاريخ، حيث بلغ طوله 2.72 متر ووزنه 199 كغ. عُرف روبيرت باسم عملاق إلينوي (بالإنجليزية: Giant of Illinois) نسبة لولاية إلينوي التي ولد بها. وكان يبلغ طول روبيرت 8 أقدام و11.1 بوصة (ما يعادل 2.72 متر) وكان يزن عند موته 199 كيلوغرام (439 باوند).

## وفاته
في 4 يوليو 1940، أثناء ظهوره الاحترافي في مهرجان مانيستي الوطني للغابات، تسبب عيب في الدعامة بتهيج كاحله، مما أدى إلى إصابته بالعدوى. وعولج بنقل الدم والجراحة لكن حالته ساءت بسبب مرض في المناعة الذاتية. توفي أثناء نومه يوم 15 يوليو.
بلغ طول نعشه 10 أقدام و 9 بوصات (3.28 م) وعرضه 2 قدم 8 بوصات (0.81 م) وعمق 2 قدم 6 بوصات (0.76 م)، ووزنه أكثر من 1000 رطل (450 كجم)، وحمله اثني عشر حامل نعش وثمانية مساعدين. دفن في مقبرة أوكوود في ألتون العليا، مقاطعة ماديسون، إلينوي.
في عام 1986 نصب تمثال بالحجم الطبيعي لوادلو مقابل متحف ألتون للتاريخ والفن.

## التغير في طول روبرت عبر سنوات حياته
| العمر | الطول                    | الوزن                 | ملاحظات                                         |
| ----- | ------------------------ | --------------------- | ----------------------------------------------- |
| 0     |                          | 8.5 رطل (3.9 كـغ)     | وزن طبيعي.                                      |
| 5     | 5 قدم 4 بوصة (1.63 م)    | 105 رطل (48 كـغ)      |                                                 |
| 8     | 6 قدم 2 بوصة (1.88 م)    | 169 رطل (77 كـغ)      |                                                 |
| 10    | 6 قدم 6 بوصة (1.98 م)    | 210 رطل (95 كـغ)      |                                                 |
| 13    | 7 قدم 4 بوصة (2.24 م)    | 301 رطل (137 كـغ)     | أطول فتى كشافة في العالم.                       |
| 16    | 7 قدم 10.5 بوصة (2.40 م) | 374 رطل (170 كـغ)     |                                                 |
| 17    | 8 قدم 1.5 بوصة (2.48 م)  | 315 رطل (143 كـغ)     |                                                 |
| 18    | 8 قدم 4 بوصة (2.54 م)    | 314.6 رطل (142.7 كـغ) |                                                 |
| 19    | 8 قدم 6 بوصة (2.59 م)    | 480 رطل (220 كـغ)     |                                                 |
| 21    | 8 قدم 9.5 بوصة (2.68 م)  | 491 رطل (223 كـغ)     |                                                 |
| 22    | 8 قدم 11.1 بوصة (2.72 م) | 439 رطل (199 كـغ)     | عند موته كان روبرت أطول وأضخم إنسان في التاريخ. |

## روابط خارجية
- روبيرت وادلو على موقع IMDb (الإنجليزية)
- روبيرت وادلو على موقع إن إن دي بي (الإنجليزية)